# Acanthocinus orientalis
Acanthocinus orientalis är en skalbaggsart som beskrevs av Nobuo Ohbayashi 1939. Acanthocinus orientalis ingår i släktet Acanthocinus och familjen långhorningar. Inga underarter finns listade i Catalogue of Life.